# Мезенцана
Мезенцана (італ. Mesenzana) — муніципалітет в Італії, у регіоні Ломбардія,  провінція Варезе.
Мезенцана розташована на відстані близько 540 км на північний захід від Рима, 65 км на північний захід від Мілана, 16 км на північ від Варезе.
Населення — 1495 осіб (2014).

## Демографія
Населення за роками:

Станом на 1 січня 2023 року в муніципалітеті офіційно проживали 64 іноземці з 15 країн, серед них 13 громадян країн Євросоюзу та 3 громадяни України.

## Сусідні муніципалітети
- Бриссаго-Вальтравалья
- Кассано-Валькувія
- Дуно
- Грантола
- Монтегрино-Вальтравалья